# Shane Sutton
Pour les articles homonymes, voir Sutton.
Shane Sutton, né le 22 mars 1957 à Moree, est un coureur cycliste et entraineur australien. Coureur professionnel de 1982 à 1995, il a notamment été médaillé d'or de la poursuite par équipes aux Jeux du Commonwealth de 1978. Il est ensuite devenu entraîneur. De 2010 à 2012, il est responsable de l'entraînement de l'équipe Sky. Depuis 2017, il est entraîneur de l'équipe nationale sur piste chinoise.

## Biographie
Né le 22 mars 1957, Shane Sutton grandit à Moree, en Nouvelle-Galles du Sud. C'est à l'époque l'une des trois villes australiennes à disposer d'un vélodrome. Shane Sutton pratique durant son enfance le rugby à XV, le cricket et le cyclisme. À 18 ans, il délaisse les deux premiers pour le cyclisme. Son frère, Gary, devient cycliste professionnel, puis entraîneur du pôle endurance de l'équipe féminine australienne. Ensemble, ils ont remporté la médaillé d'or de la poursuite par équipes aux Jeux du Commonwealth de 1978 et les Six jours de Melbourne. Gary Sutton est le père de Christopher Sutton, cycliste professionnel, membre de l'équipe Sky de 2010 à 2015.
Durant sa carrière amateur, Shane Sutton remporte la médaille d'or de la poursuite par équipes aux Jeux du Commonwealth de 1978, avec Colin Fitzgerald, Kevin Nichols et Gary Sutton, son frère. Il devient professionnel en 1982. En 1984, alors qu'il songe à arrêter sa carrière de coureur, il reçoit un appel téléphonique d'une société de management sportif britannique. Il poursuit sa carrière essentiellement en Grande-Bretagne à partir de cette date, jusqu'en 1995. Il remporte notamment le Herald Sun Tour en 1983 et la Milk Race en 1990. Il participe deux fois aux championnats du monde de cyclisme sur route avec l'équipe d'Australie, en 1982 et 1985. Avec l'équipe britannique ANC-Halfords, il prend part au Tour de France 1987.
Après sa carrière de coureur, Shane Sutton devient entraineur. Il entraîne pendant six ans l'équipe nationale galloise. Il est élu entraîneur de l'année au Pays de Galles en 1998. Il rejoint en 2001 British Cycling, la fédération britannique de cyclisme. À partir de 2006, il entraîne l'équipe de cyclisme sur piste Scienceinsport.com, qui devient Team Sky+ HD en 2008. Il est considéré comme l'un des principaux artisans du succès de l'équipe britannique aux Jeux olympiques de 2008 à Pékin. Il reçoit le trophée d'entraîneur de l'année (Coach of the year) aux UK Coaching awards.
De 2010 à janvier 2013, il devient responsable de l'entraînement de l'équipe professionnelle de cyclisme sur route Sky. En avril 2014, il devient  directeur technique du cyclisme sur piste britannique, en remplacement de Dave Brailsford.
Le 27 avril 2016, la Fédération britannique annonce que Sutton est suspendu après des accusations de discrimination. Ceci fait suite à une enquête interne précisant que Sutton appelle les para-cyclistes « gimps », « avec un autre mot devant ça », une accusation faite par le médaillé d'or paralympique Darren Kenny (en). Ces allégations font suite au propos de la cycliste Jessica Varnish, a qui, il a conseillé de « passer à autre chose et d’aller faire un enfant » plutôt que du vélo,, ainsi qu'une controverse sur la non-sélection du champion national de BMX Tre Whyte pour une manche de Coupe du monde,. Il démissionne plus tard dans la journée,.
En octobre 2017, Sutton signe un contrat en tant qu'entraîneur de l'équipe nationale sur piste chinoise.

## Palmarès sur route
| - 1983 - Herald Sun Tour : - Classement général - 2e, 6e, 11e et 15e étapes - 3e du championnat d'Australie sur route - 1984 - Londres-Eastway - 2e étape du Herald Sun Tour - Nottingham Grand Prix - 5eb étape du Griffin 1000 West - 3e du championnat d'Australie sur route - 1985 - Midlands Tour - 1re étape des White Rose Grand Prix Two Day - 1reb étape du Griffin 1000 West - 8e étape du Sealink International Grand Prix - 3e du Classement général - 1986 - 8e étape de la Milk Race - Carlsberg Stage Race : - Classement général - 1re et 2e étapes - 3e de la Milk Race - 1987 - 18e étape du Herald Sun Tour - Eastbourne-Londres | - 1988 - Girvan Three Day : - Classement général - 4e étape - 8e étape du Herald Sun Tour - 1989 - 2e étape du Tour of Wales - 3e du Tour of Wales - 3e du Tom Simpson Memorial Grand Prix - 1990 - Milk Race : - Classement général - 3e étape - 3e étape des Derbyshire Two Day - 2e des Derbyshire Two Day - 1991 - Wales Open Criterium - 1993 - 4e étape du Tour of Lancashire - Tour of the Hopfields Three Day : - Classement général - 2e et 3e étapes - 3e du Lincoln Grand Prix - 3e du championnat de Grande-Bretagne sur route - 1995 - 3e du Tom Simpson Memorial Grand Prix |

#### Tour de France
1 participation
- 1987 : abandon 13e

## Palmarès sur piste

### Jeux du Commonwealth
- 1978
  -  Médaillé d'or de la poursuite par équipes (avec Colin Fitzgerald, Kevin Nichols et Gary Sutton)
  -  Médaillé d'argent du scratch

### Six jours
- 1982 : Launceston (avec Phil Sawyer)
- 1983 : Melbourne (avec Gary Sutton)
- 1984 : Launceston (avec Geoff Skaines)